# Jacky (album)
Pour les articles homonymes, voir Jacky.
Albums de Jacques Brel
Olympia 1964
(1964) Les Bonbons
(1966)
Jacky est un 33 tours 25cm de Jacques Brel, paru, sans titre à l'origine, en 1965.

## Autour du disque
François Rauber réalise les arrangements musicaux et est à la direction d'orchestre.
33 tours 25cm Barclay 80 284,
Le 33 tours 25cm rassembles deux super 45 tours parus en 1965 :
- EP Barclay 70 900 M : Ces gens-là – Jacky – L'âge idiot[3]
- EP Barclay 70 901 M : Fernand – Grand-mère – Les Désespérés[4]

En 1966, ces six titres sont inclus sur le 33 tours Ces gens-là

## Liste des titres
L'ensemble des textes est de Jacques Brel. L'auteur-compositeur-interprète écrit également les musiques, sauf indications contraires et/ou complémentaires.
| 1. | Ces gens-là | Jacques Brel     | 4:38 |
| 2. | Jacky       | Gérard Jouannest | 3:23 |
| 3. | L'Âge idiot |                  | 3:42 |

| 1. | Fernand        | Jacques Brel, Gérard Jouannest | 5:14 |
| 2. | Grand-mère     |                                | 3:39 |
| 3. | Les Désespérés | Jacques Brel, Gérard Jouannest | 3:47 |

## Musiciens
- Jean Corti : accordéon (non crédité)
- Gérard Jouannest : piano (non crédité)